# Survivor: Caramoan
Survivor: Caramoan — Fans vs. Favorites es la vigésima sexta temporada del reality show estadounidense de supervivencia Survivor, transmitido por la cadena CBS. Se estrenó el 13 de febrero de 2013, con un episodio especial de 90 minutos de duración (comerciales incluidos). La siguiente semana, el programa volvió a su duración normal de 60 minutos.
Al igual que Survivor: Micronesia, la primera temporada que usó el formato "Fans vs. Favoritos", esta temporada contó inicialmente con una tribu de diez concursantes que regresaban de temporadas anteriores, considerados como "favoritos", compitiendo contra otra tribu de la misma cantidad pero conformada por nuevos concursantes que son fanáticos del programa. Es la octava temporada en general con participantes que regresan de otras temporadas.

## Casting
De los diez participantes que conforman la tribu de los favoritos, siete provienen de las 5 temporadas más recientes. Survivor: Redemption Island y Survivor: South Pacific cuentan con tres participantes cada una, mientras que Survivor: Micronesia, Survivor: Gabon, Survivor: Nicaragua y Survivor: Philippines proveyeron con un participante cada una. Malcolm Freberg, participante de la temporada anterior, Philippines, es la sexta persona en la historia del programa que participa en dos temporadas seguidas. Sin embargo, los demás concursantes de Caramoan no tuvieron la oportunidad de verlo en Philippines, esto debido a que ambas temporadas se grabaron una después de la otra, en la misma locación y con solo dos semanas de descanso entre ambas, en consecuencia, Philippines no había salido al aire; la misma situación aconteció con Russell Hantz en las temporadas 19 (Samoa) y 20 (Heroes vs. Villains).
De acuerdo con Jeff Probst, los productores le habían ofrecido a Matt Elrod (de Survivor: Redemption Island) y Shannon "Shambo" (de Survivor: Samoa) participar en esta temporada, pero ambos rechazaron la oferta, creyendo que una temporada fue suficiente para ellos y porque «no querían dejar que Survivor definiera sus vidas». El equipo de casting también había considerado a Lisa Whelchel (Survivor: Philippines) para esta temporada, pero se dieron cuenta de que sería difícil para una madre participar en dos temporadas seguidas.

## Concursantes
| Participante                                            | Tribu original | Tribu mezclada                              | Tribu unificada       | Resultado final                                                          | Votos totales |
| ------------------------------------------------------- | -------------- | ------------------------------------------- | --------------------- | ------------------------------------------------------------------------ | ------------- |
| Francesca Hogi 38, Brooklyn, NY Redemption Island       | Bikal          |                                             |                       | 1.ra Expulsada Día 3                                                     | 6             |
| Alexandra "Allie" Pohevitz 25, Oceanside, NY            | Gota           | 2.da Expulsada Día 5                        | 6                     |                                                                          |               |
| Hope Driskill 23, Jefferson City, MO                    | Gota           | 3.ra Expulsada Día 7                        | 3                     |                                                                          |               |
| Shamar Thomas 27, Brooklyn, NY                          | Gota           | Retirado por lesión (4.to Expulsado) Día 10 | 7                     |                                                                          |               |
| Laura Alexander 23, Washington D. C.                    | Gota           | 5.ta Expulsada Día 10                       | 6                     |                                                                          |               |
| Brandon Hantz 21, Katy, TX South Pacific                | Bikal          | 6.to Expulsado Día 13                       | 8                     |                                                                          |               |
| Matt Bischoff 38, Cincinnati, OH                        | Gota           | Bikal                                       | 7.mo Expulsado Día 16 | 4                                                                        |               |
| Julia Landauer 21, Stanford, CA                         | Gota           | Bikal                                       | 8.va Expulsada Día 19 | 5                                                                        |               |
| Corinne Kaplan 33, Los Ángeles, CA Gabon                | Bikal          | Bikal                                       | Enil Edam             | 9.na Expulsada Día 22                                                    | 7             |
| Michael Snow 44, New York, NY                           | Gota           | Bikal                                       | Enil Edam             | 10.mo Expulsado 1.er miembro del jurado Día 25                           | 10            |
| Phillip Sheppard 54, Santa Mónica, CA Redemption Island | Bikal          | Bikal                                       | Enil Edam             | 11.mo Expulsado 2.do miembro del jurado Día 28                           | 5             |
| Malcolm Freberg 25, Hermosa Beach, CA Philippines       | Bikal          | Gota                                        | Enil Edam             | 12.mo Expulsado 3.er miembro del jurado Día 30                           | 3             |
| Reynold Toepfer 30, San Francisco, CA                   | Gota           | Gota                                        | Enil Edam             | 13.er Expulsado 4.to miembro del jurado Día 31                           | 8             |
| Andrea Boehlke 23, New York, NY Redemption Island       | Bikal          | Gota                                        | Enil Edam             | 14.ta Expulsada 5.to miembro del jurado Día 33                           | 13            |
| Brenda Lowe 30, Miami, FL Nicaragua                     | Bikal          | Gota                                        | Enil Edam             | 15.ta Expulsada 6.to miembro del jurado Día 36                           | 5             |
| Erik Reichenbach 27, Santa Clarita, CA Micronesia       | Bikal          | Gota                                        | Enil Edam             | Retirado por enfermedad (16.to Expulsado) 7.mo miembro del jurado Día 36 | 2             |
| Edward "Eddie" Fox 23, East Brunswick, NJ               | Gota           | Gota                                        | Enil Edam             | 17.mo Expulsado 8.vo miembro del jurado Día 38                           | 12            |
| Sherri Biethman 41, Boise, ID                           | Gota           | Gota                                        | Enil Edam             | Finalista                                                                | 6             |
| Dawn Meehan 42, South Jordan, UT South Pacific          | Bikal          | Bikal                                       | Enil Edam             | Finalista                                                                | 2             |
| John Cochran 25, Washington D. C. South Pacific         | Bikal          | Bikal                                       | Enil Edam             | Sobreviviente único                                                      | 0             |

 Los votos totales son el número de votos recibidos por un náufrago durante los consejos tribales donde el náufrago era elegible para ser expulsado del juego. No se incluyen los votos recibidos durante el consejo tribal final. Tampoco se incluyen los votos recibidos durante las re-votaciones o los votos que fueron anulados por un ídolo de inmunidad oculto.
1. ↑  Debido a un empate en el consejo tribal del día 7, se realizó una re-votación, donde Hope recibió cinco votos adicionales.
2. ↑  Si bien Shamar no fue expulsado en un consejo tribal, es considerado el cuarto expulsado al ser evacuado del juego debido a un severo rasguño en su cornea.
3. ↑  Debido a un empate en el consejo tribal del día 7, se realizó una re-votación, donde Shamar recibió un voto adicional.
4. ↑  Debido a un empate en el consejo tribal del día 19, se realizó una re-votación, donde Julia recibió cuatro votos adicionales.
5. ↑  Malcolm usó un ídolo de inmunidad oculto en el consejo tribal del día 28, por lo tanto, dos votos adicionales contra él no fueron contados.
6. ↑  Debido a un empate en el consejo tribal del día 30, se realizó una re-votación, donde Malcolm recibió seis votos adicionales.
7. ↑  Reynold usó un ídolo de inmunidad oculto en el consejo tribal del día 10, por lo tanto, un voto adicional contra él no fue contado.
8. ↑  Si bien Erik no fue expulsado en un consejo tribal, es considerado el decimosexto expulsado al ser evacuado del juego debido a una deshidratación e inanición.
9. ↑  Eddie usó un ídolo de inmunidad oculto en el consejo tribal del día 28, por lo tanto, cuatro votos adicionales contra él no fueron contados.

## Desarrollo
| # | Título del episodio             | Fecha de estreno      | Desafíos                               | Desafíos  | Expulsado/a | Votos        | Estatus                                        |
| # | Título del episodio             | Fecha de estreno      | Recompensa                             | Inmunidad | Expulsado/a | Votos        | Estatus                                        |
| - | ------------------------------- | --------------------- | -------------------------------------- | --------- | ----------- | ------------ | ---------------------------------------------- |
| 1 | "She Annoys Me Greatly"         | 13 de febrero de 2013 | Bikal                                  | Gota      | Francesca   | 6–4          | 1.ra Expulsada Día 3                           |
| 2 | "Honey Badger"                  | 20 de febrero de 2013 | Bikal                                  | Bikal     | Allie       | 6–4          | 2.da Expulsada Día 5                           |
| 3 | "There's Gonna Be Hell to Pay"  | 27 de febrero de 2013 | Bikal                                  | Bikal     | Hope        | 3–3–3 5–1    | 3.era Expulsada Día 7                          |
| 4 | "Kill or Be Killed"             | 6 de marzo de 2013    | Bikal                                  | Bikal     | Shamar      | Sin votación | Abandona por lesión (4.º Expulsado) Día 10     |
| 4 | "Kill or Be Killed"             | 6 de marzo de 2013    | Bikal                                  | Bikal     | Laura       | 6–0          | 5.ta Expulsada Día 10                          |
| 5 | "Persona Non Grata"             | 13 de marzo de 2013   | Bikal                                  | Gota      | Brandon     | 8–1          | 6.to Expulsado Día 13                          |
| 6 | "Operation Thunder Dome"        | 20 de marzo de 2013   | Ninguna                                | Gota      | Matt        | 4–2–1        | 7.mo Expulsado Día 16                          |
| 7 | "Tubby Lunchbox"                | 27 de marzo de 2013   | Gota                                   | Gota      | Julia       | 3–3 4–0      | 8.va Expulsada Día 19                          |
| 8 | "Blindside Time"                | 3 de abril de 2013    | Ninguna                                | Cochran   | Corinne     | 7–5          | 9.na Expulsada Día 22                          |
| 9 | "Cut Off the Head of the Snake" | 10 de abril de 2013   | Cochran, Eddie, Erik, Michael, Reynold | Brenda    | Michael     | 7–3–1        | 10.mo Expulsado 1.er miembro del jurado Día 25 |

1. ↑  Bikal decidió no participar en el desafío de inmunidad con la finalidad de expulsar a Brandon.
2. ↑  No se realizó el desafío de recompensa debido a la mezcla (re-estructuración) de las tribus.
3. ↑  No se realizó el desafío de recompensa debido a la fusión de las tribus.

## Episodios

### Episodio 1:"She Annoys Me Greatly"
- Reto de Recompensa: El reto consistía en que cada tribu debía seleccionar a dos de sus participantes en cada ronda para competir en una "pelea" por un salvavidas. Los dos concursantes de cada tribu eran separados por dos astas de madera, cada una con la bandera de su tribu. Los náufragos debían correr hacia un salvavidas en aro, agarrarlo y llevarlo hacia su asta.

| Competidores        | Competidores     | Ganador |
| Náufragos Bikal     | Náufragos Gota   | Ganador |
| ------------------- | ---------------- | ------- |
| Dawn & Erik         | Julia & Shamar   | Gota    |
| Brandon & Andrea    | Hope & Eddie     | Bikal   |
| Brenda & Phillip    | Sherri & Michael | Bikal   |
| Francesca & Cochran | Matt & Laura     | Bikal   |
| Corinne & Malcolm   | Allie & Reynold  | Bikal   |

- Recompensa: Flint y 20 libras (9,1 kg) de frijoles.

- Reto de Inmunidad: Dos miembros de cada tribu debían subir a una torre de cuatro pisos. En cada planta sería de tres cajas que tendrían que tirar de la torre. Cuando las cajas llegaban al suelo, se rompían, soltando sacos de arena. Una vez que las tres cajas son tiradas, la pareja volvería al inicio y otro par correría a la siguiente planta. Una vez que todas las cajas se rompan, dos náufragos debían recuperar los sacos de arena. Luego, un náufrago trataría de encestar los sacos en 6 agujeros. El primer náufrago en encestar un saco de arena en los seis objetivos ganaría por su tribu.

| Encestas |
| -------- |
| Bikal    |
| Bikal    |
| Bika     |
| Gota     |
| Gota     |
| Gota     |
| Gota     |
| Gota     |
| Bikal    |
| Gota     |

- Nota: De arriba hacia abajo, está en orden de encestas

- Resumen de Episodio: Después de que los diez favoritos fueron presentados a los diez aficionados, las dos tribus de inmediato comenzaron el reto de recompensa de la semana. Mientras que la tribu Gota ganó la primera ronda, tribu Bikal arrasó en las próximas rondas para conseguir la victoria, celebrando. Shamar consideró que debieron hacer un mejor trabajo. En el campamento de Gota, todos se conocieron entre sí, llamando a su equipo "La tribu de Fuego", también empezaron a construir un refugio. Matt y Shamar discutían sobre si concentrarse en la construcción de un refugio o hacer fuego. Los náufragos no pudieron hacer fuego, Shamar intervino con la técnica correcta para iniciar el fuego. Dos pares de alianzas fueron formadas: Reynold con Allie, y Eddie con Hope. Los cuatro acordaron formar una alianza. Durante la noche, Laura escuchó ruidos, y se dio cuenta de que Allie y Reynold se tocaban mutuamente. Las otras mujeres de Gota vieron que Eddie, Reynold, Hope y Allie mantenían conversaciones secretas por lo que Julia, Laura, y Sherri forman una alianza. Michael dijo que se aliará con los tres, pero realmente mantiene sus opciones abiertas junto con Matt. En el campamento Bikal, también tratan de crear un refugio, dirigido por Phillip. Francesca decidió que no iba a ser eliminada en primer lugar de nuevo y trató de hacer una alianza. Mientras tanto, Phillip creó una alianza con Andrea, Cochran, Corinne, Dawn, y Malcolm. Phillip quiso intentar ingresar a Erik en la alianza, pero este no le gusta jugar de esa manera. En el Desafío de inmunidad, los favoritos consiguió una ventaja temprana en la etapa de torre, pero Reynold hizo brevemente el trabajo de la fase de lanzamiento de sacos de arena para dar a los aficionados la victoria. De regreso al campamento, Francesca intentó llegar a la tribu a votar por Phillip. Brandon, Brenda, y Erik acordado votar con ella, pero luego Brandon y Erik se asustaron por el juego de Andrea y quería llevar a cabo su eliminación. En el Consejo Tribal, Phillip y su alianza de seis votaron en contra de Francesca y por segunda vez fue eliminada de primera por un voto de 6-4.

### Episodio 2:"Honey Badger"
- Reto de Recompensa/Reto de Inmunidad: El reto será hecho por 3 personas por tribu, cada una con un trabajo. Primero, 3 personas estarán montados en una balsa mientras que otras 3 personas deberán impulsarlas para llegar a una plataforma. Las tres personas de la balsa se zambullen para poder quitar palos de bambú de una jaula y así liberar nueve anillos. Al ser conseguidos, deben llevárselas a otras 3 personas para poder entonces tirar los anillos en tres pequeñas astas y encestar.

- Recompensa: Kit de pesca.

| Trabajos              | Trabajos                   | Trabajos                 | Puntos |
| Balsa                 | Impulso                    | Encestas                 | Puntos |
| --------------------- | -------------------------- | ------------------------ | ------ |
| Sherri, Julia & Hope  | Shamar, Eddie & Matt       | Reynold, Michael & Allie | 1      |
| Brenda, Erik & Andrea | Corinne, Brandon & Cochran | Phillip, Malcolm & Dawn  | 3      |

Durante la noche de la eliminación de Francesca, Brandon estaba molesto por el voto en contra de Francesca y tuvo una pequeña discusión con Dawn. Le dijo a Erik que quería canalizar a su tío, Russell Hantz, y jugar el juego sucio. En la mañana siguiente, sobre el campamento Gota, Shamar se acuesta a dormir mientras que todos trabajan para el refugio, molestando a la alianza de Allie, Reynold, Eddie y Hope. Sherri quiere agregar a Shamar a su alianza para reforzarla y poder eliminar a la otra alianza de cuatro. Después del reto, Reynold dice en voz alta que votaría por Shamar ya que es un holgazán. Matt les dice a Reynold y Eddie que se une a su alianza para votar en contra de Shamar, sin embargo Sherri convence a Matt de votar con ella, en contra de Allie, según dicho por Laura ella es la más estratégica. Reynold entonces decide buscar el ídolo de inmunidad oculto y lo encuentra en unos minutos. Laura ve un bulto en el bolsillo de Raynold. En el campamento Bikal, Brandon reconsidera su decisión apresurada y le explica a Cochrain como era su plan y por qué decidió no votar con él, Phillip entra a la conversación y Brandon confía en el y le pregunta si estaría dispuesto a tener más unificada votos, Phillip le dice a Brandon que él no puede confiar en él. Brandon reacciona diciéndole al resto de la tribu que Phillip es probablemente el matón más grande que jamás haya conocido. Al ganar el reto, la tribu Bikal se emociona y Phillip le da nombres a su alianza, que Malcolm considera que es una "ridícula corporación de espías"
En el consejo tribal, Laura afirma haber visto a alguien con el ídolo de inmunidad pero no dice quien, pero Reynold dice que es el quien porta el ídolo. Pero él dice que jugará antes y luego usará el ídolo. La alianza de Hope, Reynold y Eddie se asombran al ver que Matt votó en contra de Allie. 4-6 votos.

### Episodio 3:"There's Gonna Be Hell to Pay"
- Reto de Recompensa/Reto de Inmunidad: La tribu debía corr hacia el océano y subir una jaula de bambú. La tribu tendría que desatar una puerta de la jaula y arrastrar una caja fuerte a través de la puerta y de nuevo a la playa. Una vez de vuelta a la playa, la caja se debía colocar en una pista. Posteriormente, la tribu tendría que utilizar un anillo atado al extremo de la cuerda y tirarla para poder atraer la otra parte de la pista y completar todo el camino. La primera tribu para colocar la caja en la plataforma en la caja, gana.

- Recompensa: Cojines y sabanas.

| Pistas Atraídas | Tribu | Resultado |
| --------------- | ----- | --------- |
| 3               | Bikal | GANA      |
| 2               | Gota  | PIERDE    |

Al volver del Consejo Tribal, las tensiones fueron altas en el campamento de Gota. Reynold afirma que no confía en nadie de la tribu pero necesita de ellos como ellos necesitan de él durante los retos. En el campamento Gota Eddie y Reynold afirman que Shamar debería salir por su conducta, pero por otro lado Shamar le dice a Sherri que no estaba contento con su posición en el juego y consideró abandonar, pero decidió no hacerlo debido a la lealtad de su alianza le mostró. Reynold considera que Shamar es un gran problema para su juego. Al perder el reto, preocupades de que su pobre desempeño durante el desafío pondría una diana en la espalda, Laura sugirió a su alianza que deberían dividir el voto entre Eddie y Hope para no desperdiciar el voto a Reynold por el ídolo de inmunidad oculto que tiene. Shamar trata de convencer a Hope de que debía votar por Eddie y salvar su vida, pero ella se fue a hablar con Julia y le dijo que Shamar había revelado los planes de la alianza. Laura se da cuenta de esto y le dice a Reynold que Julia intentará votar por Shamar, pero en realidad era mentira. En el campamento Bikal Phillip ve a Brenda haciendo ejercicios con conchas de mar grandes y él hace lo mismo, con conchas y troncos de árboles, para estar "preparado". Corinne y Malcolm fueron en busca del ídolo de inmunidad oculto y lo encuentran. Pero, Cochran y Andren empiezan a sospechar de ellos dos, por eso antes la tribu pensaban ir por Brandon, pero al ver esto Andrea empieza a convencer a todos de que Corinne y Malcolm están muy cerca y ella decide ir por Corinne. La tribu Bikal gana la inmunidad y la recompensa.
En el consejo tribal Reynold y Shamar mantienen una discusión, Shamar diciéndole a Reynold mentiroso y Reynold diciéndole a Shamar ruidoso. Durante los votos, la alianza de Sherri, Laura, Matt, Michael, Julia y Shamar mantienen su plan y dividen los votos entre Hope y Eddie, mientras que la alianza de Hope, Eddie y Reynold votan por Shamar. Hubo un empate entre Shamar, Eddie y Hope (3-3-3), lo cual se tuvo que votar de nuevo pero estos tres no votaban. Antes, Laura había dicho que si había empate debían votar por Hope, lo cual está hecho. Hope es la tercera eliminada por 5-6 votos.

### Episodio 4: "Kill or Be Killed"
- Reto de Recompensa: Las tribus debían usar tablones para transportar a dos miembros de su propia tribu de una plataforma sobre el agua a otra plataforma de una longitud de corta distancia. Una vez que ambos miembros de la tribu estaban al otro lado, los ocho miembros de la tribu debían a subir hacia arriba sobre la plataforma, nadando a una torre más pequeña. La primera tribu en subir a la torre anterior y obtener los ocho miembros de la tribu en o por encima de la cubierta superior ganaría.

- Recompensa: Una visita de un bosquimán local que les mostraría cómo mejorar su campamento y cocinar un banquete.

| Número | Miembros en la Plataforma                                      | Resultado |
| ------ | -------------------------------------------------------------- | --------- |
| 8      | Corinne, Phillip, Andrea, Cochran, Erik, Dawn Brenda y Malcolm | GANA      |
| 7      | Shamar, Laura, Julia Sherri, Michael, Reynold y Eddie          | PIERDE    |

- Reto de Inmunidad: Los náufragos uno por uno tenían que correr hacia el agua, pasar un obstáculo (que consistía en un pequeño camino de cajas flotantes, por lo que tenían que correr encima de ellas) y nadar hasta una plataforma. Una vez allí, debían romper una tabla y conseguir una llave. Si toda la tribu consigue todas las llaves, será el ganador.

Después del consejo tribal, Eddie y Reynold se molestan con Laura por haber mentido, diciendo que ella no debería estar todavía sentada en la tribu Gota. En el campamento Bikal, Phillip le dijo a Brandon, Erik, y Brenda que eran parte de su alianza por su esfuerzo en el reto, aunque en realidad no eran realmente parte de la alianza. El reto de recompensa comienza, y Cochran es sacado del reto ya que eran impares para poder participar. Cuando la tribu Gota vuelve a su campamento, Michael estaba enojado porque siempre perdían cada reto. Shamar continuó molestando a su tribu con su pereza, más cuando dice que todos deberían traerle arroz todos los días. Más tarde, un poco de arena entra en sus ojos, causando que se rasgue el ojo. Después de una tormenta la condición de Shamar empeora y el Equipo Médico de Survivor fue llamado. El equipo médico determinó que Shamar había rascado la córnea y tenía que ser retirado del juego para ser examinado por un especialista. En el reto de inmunidad la tribu Gota pierde de nuevo. En el campamento Gota, Matt sugiere mantener a la alianza fuerte, ya que está cansado de perder. La propuesta era votar por Laura en vez de votar por Eddie o Reynold.
En el Consejo Tribal, Gota ha discutido que la votación se basará a poner la tribu más fuerte. Cuando la votación se produjo, Reynold jugó su ídolo de inmunidad oculto, pero que no era necesario que la alianza mayoritaria decidió mantener la tribu físicamente fuerte y votó por Laura por un voto de 6-0.

## Historial de votación
| Episodio #:  | 1                    | 2                | 3              | 3              | 4               | 5                 | 6              | 7            | 7               | 8                  | 9                  | 10                |  |  |  |  |  |  |  |
| Expulsado:   | Francesca 6/10 votos | Allie 6/10 votos | Empate (3–3–3) | Hope 5/6 votos | Laura 6/6 votos | Brandon 8/9 votos | Matt 4/7 votos | Empate (3–3) | Julia 4/4 votos | Corinne 7/12 votos | Michael 7/11 votos | Phillip 4/4 votos |  |  |  |  |  |  |  |
| Participante | Votación             | Votación         | Votación       | Votación       | Votación        | Votación          | Votación       | Votación     | Votación        | Votación           |                    |                   |  |  |  |  |  |  |  |
| Andrea       | Francesca            |                  |                |                |                 | Brandon           |                |              |                 | Corinne            | Michael            | Eddie             |  |  |  |  |  |  |  |
| Brenda       | Andrea               |                  |                |                |                 | Brandon           |                |              |                 | Corinne            | Michael            | Eddie             |  |  |  |  |  |  |  |
| Cochran      | Francesca            |                  |                |                |                 | Brandon           | Matt           | Michael      | Julia           | Corinne            | Michael            | Malcolm           |  |  |  |  |  |  |  |
| Dawn         | Francesca            |                  |                |                |                 | Brandon           | Matt           | Julia        | Julia           | Corinne            | Michael            | Eddie             |  |  |  |  |  |  |  |
| Eddie        |                      | Shamar           | Shamar         | Ninguno        | Laura           |                   |                |              |                 | Sherri             | Andrea             | Phillip           |  |  |  |  |  |  |  |
| Erik         | Andrea               |                  |                |                |                 | Brandon           |                |              |                 | Corinne            | Michael            | Phillip           |  |  |  |  |  |  |  |
| Malcolm      | Francesca            |                  |                |                |                 | Brandon           |                |              |                 | Sherri             | Reynold            | Phillip           |  |  |  |  |  |  |  |
| Reynold      |                      | Shamar           | Shamar         | Shamar         | Laura           |                   |                |              |                 | Sherri             | Andrea             | Phillip           |  |  |  |  |  |  |  |
| Sherri       |                      | Allie            | Hope           | Hope           | Laura           |                   |                |              |                 | Corinne            | Michael            | Eddie             |  |  |  |  |  |  |  |
| Phillip      | Francesca            |                  |                |                |                 | Brandon           | Matt           | Michael      | Julia           | Corinne            | Michael            | Malcolm           |  |  |  |  |  |  |  |
| Michael      |                      | Allie            | Eddie          | Hope           | Laura           |                   | Julia          | Julia        | Ninguno         | Sherri             | Andrea             |                   |  |  |  |  |  |  |  |
| Corinne      | Francesca            |                  |                |                |                 | Brandon           | Matt           | Julia        | Julia           | Sherri             |                    |                   |  |  |  |  |  |  |  |
| Julia        |                      | Allie            | Hope           | Hope           | Laura           |                   | Dawn           | Michael      | Ninguno         |                    |                    |                   |  |  |  |  |  |  |  |
| Matt         |                      | Allie            | Eddie          | Hope           | Laura           |                   | Julia          |              |                 |                    |                    |                   |  |  |  |  |  |  |  |
| Brandon      | Andrea               |                  |                |                |                 | Phillip           |                |              |                 |                    |                    |                   |  |  |  |  |  |  |  |
| Laura        |                      | Allie            | Hope           | Hope           | Reynold         |                   |                |              |                 |                    |                    |                   |  |  |  |  |  |  |  |
| Shamar       |                      | Allie            | Eddie          | Ninguno        | Removido        |                   |                |              |                 |                    |                    |                   |  |  |  |  |  |  |  |
| Hope         |                      | Shamar           | Shamar         | Ninguno        |                 |                   |                |              |                 |                    |                    |                   |  |  |  |  |  |  |  |
| Allie        |                      | Shamar           |                |                |                 |                   |                |              |                 |                    |                    |                   |  |  |  |  |  |  |  |
| Francesca    | Andrea               |                  |                |                |                 |                   |                |              |                 |                    |                    |                   |  |  |  |  |  |  |  |

1. 1 2 3 4  La primera votación resultó en un triple empate (Shamar, Hope y Eddie, con tres votos cada uno), por lo cual se realizó una re-votación. Los participantes involucrados en el empate no votarían y los  restantes sólo podían votar por los tres empatados.
2. ↑  Bikal decidió no participar en la prueba de inmunidad para así cederla a Gota y expulsar a Brandon. La votación se realizó verbalmente en el lugar donde se habría hecho la prueba.
3. 1 2 3  La primera votación resultó en un empate (Julia y Michael, con tres votos cada uno), por lo cual se realizó una re-votación. Los participantes involucrados en el empate no votarían y los  restantes sólo podían votar por los dos empatados.
4. ↑  Shamar se retira debido a una lesión en la cornea.